# Treptacantha
Genre
Treptacantha est un genre d’algues brunes de la famille des Sargassaceae.

## Liste des espèces
Selon AlgaeBase (29 août 2020) :
- Treptacantha abies-marina (S.G.Gmel.) Kütz. - espèce type
- Treptacantha algeriensis (Feldmann) Orellana & Sansón
- Treptacantha baccata (S.G.Gmel.) Orellana & Sansón
- Treptacantha ballesterosii Orellana & Sansón
- Treptacantha barbata (Stackh.) Orellana & Sansón
- Treptacantha elegans (Sauv.) Orellana & Sansón
- Treptacantha gracillima Kütz. = Treptacantha abies-marina (S.G.Gmel.) Kütz.
- Treptacantha mauritanica (Sauv.) Orellana & Sansón
- Treptacantha montagnei Kütz. = Treptacantha abies-marina (S.G.Gmel.) Kütz.
- Treptacantha montagnei (J.Agardh) Orellana & Sansón, nom. illeg. = Treptacantha ballesterosii Orellana & Sansón
- Treptacantha nodicaulis (With.) Orellana & Sansón
- Treptacantha sauvageauana (Hamel) Orellana & Sansón
- Treptacantha sonderi Kütz. = Cystoseira sonderi (Kütz.) Piccone
- Treptacantha squarrosa (De Not.) Orellana & Sansón
- Treptacantha susanensis (Nizam.) Orellana & Sansón
- Treptacantha usneoides (L.) Orellana & Sansón